# 達德利 (喬治亞州)
達德利（英語：Dudley）是一個位於美國喬治亞州勞倫斯縣的城市。

## 地理
達德利的座標為32°18′18″N 83°04′34″W / 32.30500°N 83.07611°W，而該地的平均海拔高度為102米（即335英尺）。

## 人口
根據2010年美國人口普查的數據，達德利的面積為8.10平方千米，當中陸地面積為8.10平方千米，而水域面積為0.00平方千米。當地共有人口571人，而人口密度為每平方千米70.49人。